# バーサトラン
バーサトラン（Versatran:Versatile Transfer Machine）は1961年にアメリカのAMF社(American Machine and Foundry)のHarry Johnson と Veljko Milenkovicが開発して1962年に発売したアナログ計算機で制御される初期の円筒座標型産業用ロボットである。1967年には晴海の見本市で公開され、その後、日本にも輸入され、活躍したが、やがて、国内のメーカーの技術力が向上すると市場占有率は低下した。
費用は1971年の時点でおよそ$25000ドルだった。

## 概要
1950年代後半当時、徐々に人件費が高まりつつあり、省力化の手段として当時、発展が目覚ましかった電子制御を導入する事で多様な用途に対応できる柔軟性を持つ作業機械の需要が産業界で高まりつつあった。
AMF社ではアナログ式計算機で制御する産業用ロボットを開発してこの需要に応じようとした。初期はダイカストの製品を扱う工程で使用された。
一時期は普及して産業用ロボットの歴史に名を残すことになったものの、アナログ計算機による制御ではその後の運用や拡張に難があり、次第に市場占有率が低下した。

## 資料
- アメリカ合衆国特許第 3,212,649号
- アメリカ合衆国特許第 3,298,006号
- アメリカ合衆国特許第 3,241,020号